# Dreams Less Sweet
Dreams Less Sweet — второй студийный альбом британской группы Psychic TV. Впервые выпущен в 1983 году лейблом Some Bizzare Records. Альбом записан с помощью технологии бинауральной записи.

## Список композиций
| №   | Название            | Длительность |
| --- | ------------------- | ------------ |
| 1.  | «Hymn 23»           |              |
| 2.  | «The Orchids»       |              |
| 3.  | «Botanica»          |              |
| 4.  | «Iron Glove»        |              |
| 5.  | «Always Is Always»  |              |
| 6.  | «White Nights»      |              |
| 7.  | «Finale»            |              |
| 8.  | «Eleusis»           |              |
| 9.  | «Medmenham»         |              |
| 10. | «Ancient Lights»    |              |
| 11. | «Proof on Survival» |              |

| №  | Название               | Длительность |
| -- | ---------------------- | ------------ |
| 1. | «Eden 1»               |              |
| 2. | «Eden 2»               |              |
| 3. | «Eden 3»               |              |
| 4. | «Clouds Without Water» |              |
| 5. | «Black Moon»           |              |
| 6. | «Silver and Gold»      |              |
| 7. | «In the Nursery»       |              |
| 8. | «Circle»               |              |

## Участники записи
Все персоналии указываются согласно данным, указанным в примечаниях к альбому.
| Psychic TV - Дженезис Пи-Орридж — вокал, бас-гитара, синтезатор, скрипка, барабаны, канглинг, «поющие чаши»; - Питер Кристоферсон — синтезатор, программирование, колокола, орган, голос; - Алекс Фергюссон — гитары, колокола, тамбурин, голос; Дополнительные музыканты - Эндрю Поппи — аранжировка; - Джефф Раштон — бас-гитара, вибрафон, канглинг, «поющие чаши»; - Пола Пи-Орридж — перкуссия (в том числе барабаны), вибрафон; - Дэвид Тибет — канглинг, «поющие чаши»; - Монте Казазза — вокал и текст (в треке «Iron Glove»); - Джереми Бёрчил — вокал (бас), хор; - Энтони Скейлз и Роб Скейлз — вокал (тенор), хор; - Марк Линтерн Харрис — вокал (контр-тенор), хор, блокфлейта; - Саймон Лимбрик — маримба, малый барабан, перкуссия; - Крис Рэдгейт и Джессика Илберт — гобой, английский рожок; - Энди Кэлард и Билл Стокус — трубы; - Дэйв Пауэлл — туба. | Производство - Psychic TV — сопродюсеры; - Кен Томас — сопродюсер, звукоинженер; - Майк Кинг — звукоинженер. Оформление - Дженезис Пи-Орридж — концепт обложки; - Питер Кристоферсон и Марк Мэннинг — дизайн; - Брюс Иден — фотограф. |